# Yukiya Uda
Pour les articles homonymes, voir Uda.
Yukiya Uda (宇田 幸矢, Uda Yukiya), né le 6 août 2001 à Chōfu dans la préfecture de Tokyo, est un pongiste japonais. Il est champion du Japon en simple en 2020.

## Biographie
En 2018, il devient vice-champion du monde junior de tennis de table à Bendigo. Il élimine le champion d'Asie junior en titre Xiang Peng en demi-finale par 4 sets à 0. Il perd sur le score de 4 sets à 1 en finale contre le chinois Xu Haidong. Avec l'équipe du Japon, ils s'inclinent également en finale contre la Chine.
L'année suivante il devient champion du monde junior en double mixte avec Miyuu Kihara. Il remporte l'Open de Croatie en simple dans la catégorie des moins de 21 ans. Il s'impose en finale par 3 sets à 1 contre l'américain Kanak Jha.
En 2020, il est sacré champion du Japon en simple en gagnant Tomokazu Harimoto en finale.
Il gagne les championnats d'Asie 2021 en double messieurs avec Shunsuke Togami. Il est médaillé de bronze avec le même coéquipier aux championnats du monde à Houston.
En 2024, il est battu par son compatriote Tomokazu Harimoto sur le score de 4 jeux à 3 en finale du WTT Contender de Tunis.
Il est le 40e joueur mondial en septembre 2024. Il a atteint son meilleur classement en avril 2023 où il était le no 19 mondial.

## Parcours en club
Il rejoint le club du TSV Bad Königshofen qui évolue en Bundesliga pour la saison 2022-2023.
Il joue pour le TT Saitama (ja) en T.League depuis 2023.

## Sponsoring
Il est sponsorisé par la marque Butterfly.